# Raise Up
Raise Up è una canzone del gruppo musicale statunitense Saliva. Fu pubblicata nel 2003 come terzo singolo estratto dal loro terzo album in studio, Back Into Your System (2002). La canzone ha raggiunto la posizione numero 29 della classifica Mainstream Rock della rivista Billboard.